# シリア連邦

シリア自治州連邦
Fédération des États autonomes de Syrie

シリア連邦（シリアれんぽう、フランス語: Fédération syrienne、アラビア語: الاتحاد السوري）、正式名称はシリア自治州連邦（シリアじちしゅうれんぽう、フランス語: Fédération des États autonomes de Syrie）は、1922年6月28日にアンリ・グロー高等弁務官によって設立された連邦国家である。

## 解説
アレッポ国、ダマスカス国、アラウィー派国の3つで構成されており、面積は119,000〜120,000 km2であった。1924年12月5日の法令を受けて正式に解散し、1925年1月1日に廃止された。